# شومشو
شومشو (بالروسية: Шумшу) (باليابانية: 占守島)، هي ثاني جزيرة في أقصى شمال سلسلة جزر الكوريل التي تفصل بحر أوخوتسك عن شمال غرب المحيط الهادئ. اشتق اسم الجزيرة من لغة الأينو والتي تعني (الجزيرة الطيبة). يفصلها عن باراموشير [الإنجليزية] مضيق يدعى مضيق كوريل الثاني [الإنجليزية] في الشمال الشرقي على بعد 2.5 كيلومتر (1.6 ميل)، ويبعُد طرفها الشمالي 11 كيلومترًا (6.8 ميل) عن خليج لوباتكا في الطرف الجنوبي من شبه جزيرة كامتشاتكا. يبلغ عدد سكان الجزيرة الموسمية حوالي 100 نسمة.

## الجغرافيا
شومشو هي الجزيرة الأقل ارتفاعًا في مجموعة جزر الكوريل بأكملها إذ يبلغ ارتفاعها 189 مترًا (620 قدمًا). التضاريس منخفضة ومغطاة بالعديد من البحيرات والأهوار. شومشو هي جزيرة بيضاوية الشكل تقريبًا تبلغ مساحتها 388 كيلومترًا مربعًا (150 ميلًا مربعًا).